# Cyanocorax melanocyaneus
Cyanocorax melanocyaneus е вид птица от семейство Вранови (Corvidae).

## Разпространение
Видът е разпространен в Гватемала, Никарагуа, Салвадор и Хондурас.